# Madonna z Dzieciątkiem i aniołami
Madonna z Dzieciątkiem i aniołami, znany też jako Maestà, Tronująca Madonna z Dzieciątkiem i aniołami,  Madonna z Dzieciątkiem w majestacie – gotycki obraz namalowany około roku 1280 przez Cenniego di Pepe, znanego bardziej jako Cimabue. Cenny przykład włoskiego duecenta. Uważany jest za jedno z wcześniejszych dzieł malarza. Obecnie prezentowany jest w paryskim Luwrze. 

## Wygląd
Obraz ma formę wydłużonego pięcioboku, którego dolna partia jest prostokątna. Zachowała się oryginalna rama, na której znajduje się dwadzieścia sześć małych, okrągłych medalionów, przedstawiających popiersia Chrystusa, czterech aniołów oraz świętych i proroków. Tytułowe przedstawienie – którego układ kompozycyjny przybiera formę prostokąta – nie wypełnia w całości pola obrazu. Górną, trójkątną partię pola zajmuje wyłącznie jednolite, złote tło. W centralnej części obrazu ukazana jest zasiadająca na tronie Maria. Ukazana jest tu jako młoda niewiasta, odziana w obfite szaty: ciemnobłękitny płaszcz, spod którego w dolnej części widać fragment czerwonej sukni. Na kolanach Marii siedzi Dzieciątko Jezus, ubrane w sukienkę o rdzawym kolorze z żółtą podszewką widoczną u dołu. Ponadto ma zarzucony na ramię płaszcz w szarych odcieniach. Odzienia Marii i Chrystusa są mocno pofałdowane, co wzbogaca modelunek światłocieniowy. Oboje ukazani są en trois quarts, przy czym wzrok Jezusa jest skierowany w stronę widza. 
Efekt plastyczności pogłębia lekko diagonalne ułożenie tronu, który podtrzymują dwie grupy trzech aniołów ustawionych jeden przy drugim, tworząc dwie symetryczne, pionowe osie. Powoduje to kontrast. Przestrzeń ulega tu silnemu spłaszczeniu, a repertuar kolorów i modelunek światłocieniowy kostiumów Madonny z Dzieciątkiem został powtórzony. Kontrastem dla tych repetycji jest walorowe potraktownie skrzydeł, jasnych w górnych partiach i stopniowo coraz ciemniejszych ku dołowi. Twarze wszystkich postaci odznaczają się kontrastem pomiędzy silnymi konturami oczów, brwi nosów i ust, a delikatnym, subtelnym modelunkiem cielistych tonacji skóry.  

## Analiza
Obraz też został wzmiankowany w roku 1568 przez prekursora historii sztuki Giorgia Vasariego. Wspomniał on o artyście, a także podał dawne miejsce przechowywania Madonny z Dzieciątkiem i aniołami – kościół San Francesco w Pizie. Wiadomo ze starszych źródeł o pobycie Cimabuego w Pizie w latach 1300–1301, jednak pod względem stylistycznym paryskie dzieło jest zestawiane z Maestą Florencką (Maestà di Santa Trinità) z florenckiego kościoła Świętej Trójcy (obecnie w zbiorach Uffizi), datowaną na 1280 rok. 
Oba dzieła Cenniego di Pepe należą do najstarszych na terenie Toskanii tablicowych przedstawień Marii z Dzieciątkiem. Styl i ikonografia tych dzieł mają genezę przede wszystkim w bizantyjskim malarstwie doby Paleologów, którego zasięg objął także Italię. Obie Maesty Cimabuego otwierają nową tendencję stylistyczną w malarstwie Trecenta, którego jednym z głównych reprezentantów stał się Giotto di Bondone, prawdopodobnie uczeń Cenniego di Pepe. Giotto namalował m.in. Madonnę Ognissanti (datowaną na około 1305 rok, obecnie w zbiorach Uffizi), nawiązującej zarówno w formie, jak w treści do obu obrazów Cimabuego. Reprezentacyjny charakter Madonny z Dzieciątkiem i aniołami jest również wzorcem dla późniejszych przedstawień tego typu, które w XIV wieku ulegały ewolucji, głównie w malarstwie sienieńskim. Jeden z jego przedstawicieli, Duccio di Buoninsegna, twórca m.in. monumentalnej Maesty dla katedry sieneńskiej, namalował również Madonnę Ruccelai (datowaną na około 1285, prezentowaną w Uffizi), która także posiada cechy bliskie Maestom Cimabuego.   

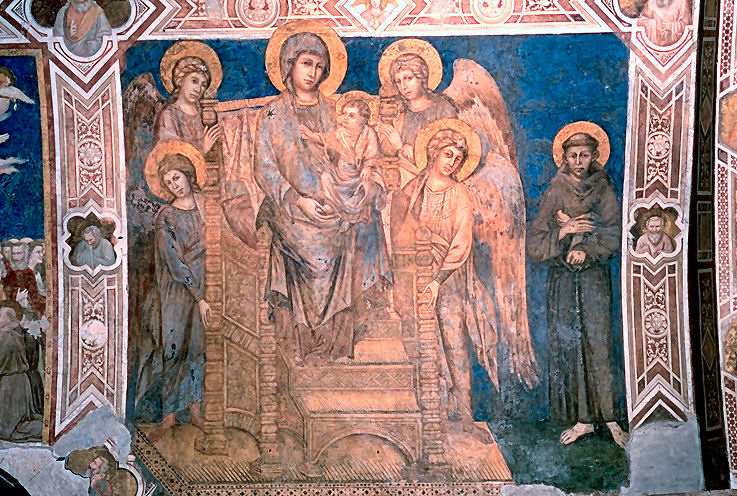
Cenni di Pepe, Madonna z Dzieciątkiem i aniołami, ok. 1278–1280, Asyż, kościół Świętego Franciszka
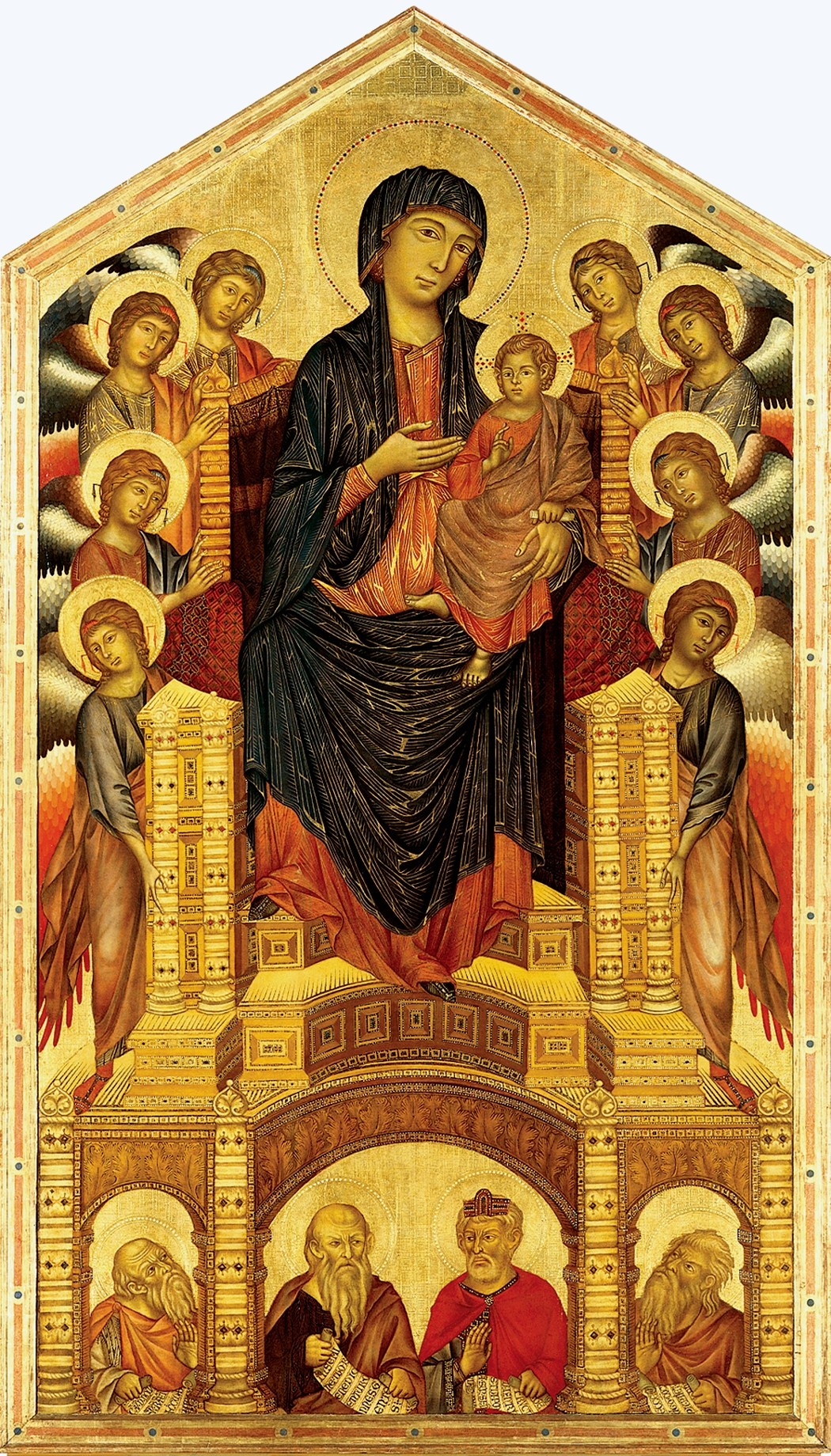
Cenni di Pepe, Maestà di Santa Trinità, ok. 1280 r.
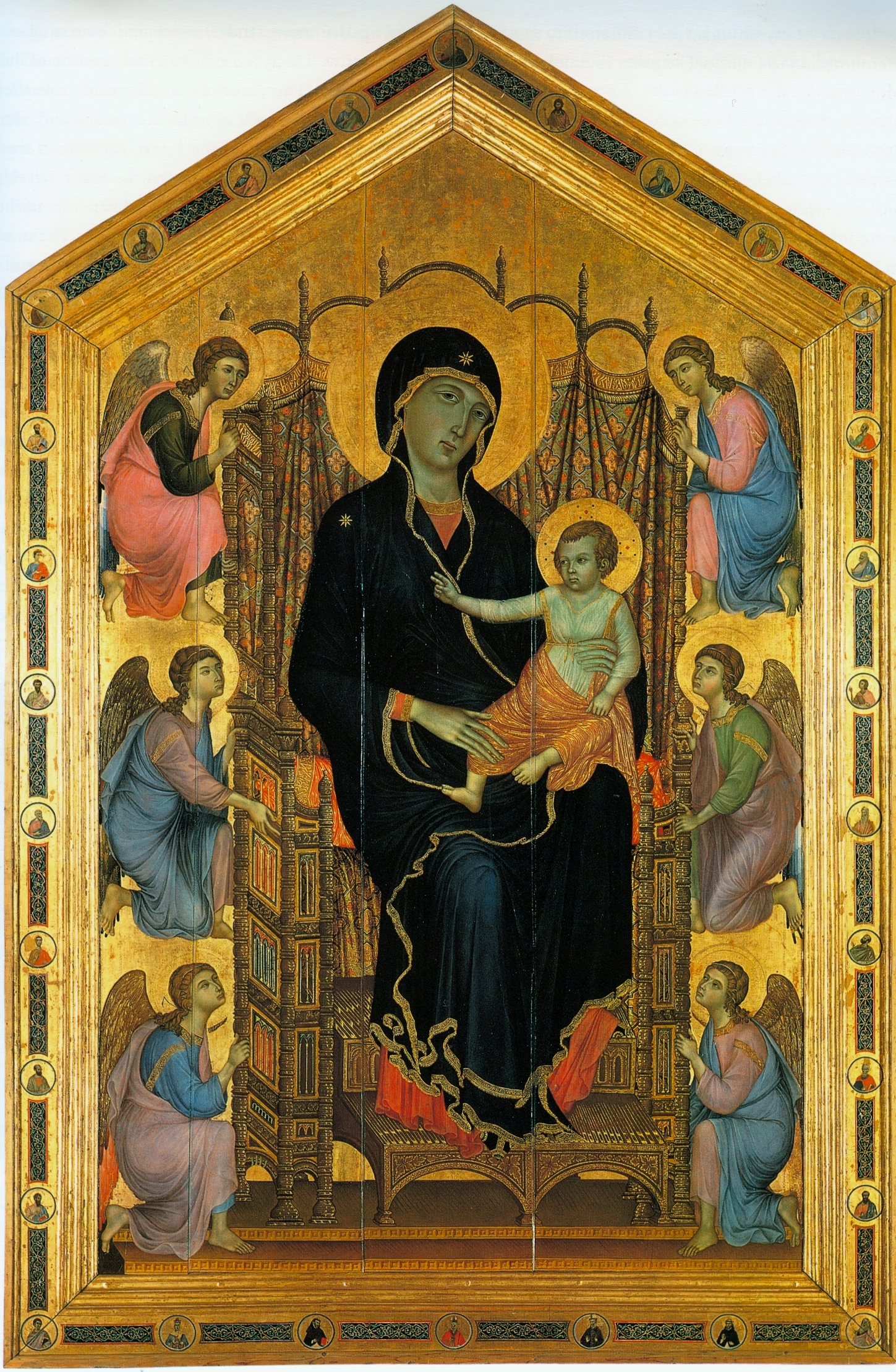
Duccio di Buoninsegna, Madonna Ruccelai, ok. 1285 r.
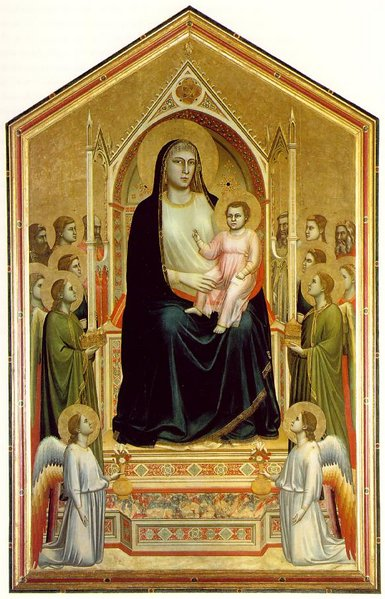
Giotto di Bondone, Madonna Ognissanti, ok. 1305 r.